# PeerBlock
PeerBlock é um firewall pessoal gratuito e de código-aberto. É o sucessor do PeerGuardian, que só tem sido mantido ativamente no Linux.

## Funções
O PeerBlock bloqueia conexões de entrada e de saída para endereços IP que estejam incluídos tanto em listas-negras acessíveis na internet e selecionadas pelo usuário, como em endereços especificados por este. O PeerBlock usa principalmente listas de bloqueio provindas do iblocklist.com.
O PeerBlock 1.0 baseia-se no mesmo código do PeerGuardian 2 RC1 Test3 Vista version. Ele adiciona suporte a versões 32-bits e 64-bits do Windows Vista, Windows 7 e Windows 8. Quando o projeto PeerGuardian encerrou-se, seu desenvolvedor, a Phoenix Labs, encorajou os usuários correntes do PeerGuardian a migrarem ao PeerBlock, que está em desenvolvimento por uma pequena equipe liderada por Mark Bulas.

## Histórico
Até setembro de 2013, I-Blocklist, o fornecedor das listas de bloqueio que o PeerBlock usa, suportava atualizações de lista gratuitamente e de forma ilimitada. Em setembro, então, as atualizações passaram a ser limitadas a uma vez por semana para não-assinantes. O PeerBlock é programado para usar as listas do I-Blocklist; e entrou em um acordo de partilha de lucros com o I-Blocklist. Porém, no final de 2015, listas de bloqueio passaram a não estar disponíveis sem o pagamento de uma assinatura.